# Tripteroides pilosus
Tripteroides pilosus är en tvåvingeart som beskrevs av Lee 1946. Tripteroides pilosus ingår i släktet Tripteroides och familjen stickmyggor. Inga underarter finns listade i Catalogue of Life.